# Sergio Alejandro Blancas
Sergio Alejandro Blancas (n. Ciudad Hidalgo (Michoacán), México; 27 de junio de 1988) es un futbolista mexicano. Juega como delantero.

## Trayectoria como jugador

### Inicios
Hizo su debut en el "maximo circuito" en un partido entre la Monarquía y el conjunto de Indios de Ciudad Juárez y en su segundo partido en el Estadio Jalisco contra las chivas Apertura 2008 y en el siguiente Morelia y Monterrey.
Entre otras cosas importantes disputó la semifinal del Apertura 2009 entrando de cambio al minuto 77 por el también canterano Enrique Pérez.
Tras seguir en la plantilla del Morelia por unos años más, se va en préstamo al CF Mérida un año.

### CF Atlante
Al año siguiente se va CF Atlante 2 años; terminando ese periodo ficha por los Patriotas de Colombia.

### Expreso Rojo (Tigres)
En 2013 llega a Patriotas, los cuales lo dieron a préstamo al Expreso Rojo porque el cupo de extranjeros en Patriotas estaba lleno, en Expreso hace buena campaña pero por problema financieros del club decide regresar a México.
Para julio del 2017 regresa a la institución, reforzandola para salvar el descenso.

### Altamira
Gracias a la Comisión del Jugador, se registró para ser seleccionado en el Draft, logrando estar en Altamira, donde ha tenido participaciones destacables.

## Clubes
| Club                  | País      | Año         |
| --------------------- | --------- | ----------- |
| Monarcas Morelia      | México    | 2008 - 2010 |
| Club de Fútbol Mérida | México    | 2010        |
| Monarcas Morelia      | México    | 2011 - 2013 |
| Expreso Rojo          | Colombia  | 2013        |
| Altamira Fútbol Club  | México    | 2014 - 2015 |
| Deportivo Reu         | Guatemala | 2015 - 2017 |
| Tigres Fútbol Club    | Colombia  | 2017        |
| Deportivo Chiantla    | Guatemala | 2018 - 2019 |
| Naranjeros Escuintla  | Guatemala | 2019        |
| Deportivo Iztapa      | Guatemala | 2019 - 2020 |